# Psykedelisk trance
Psykedelisk trance, psytrance eller även psy (som kommer från det grekiska ordet "psyche" och betyder, sinne, själ eller ande) är en elektronisk musikstil som kategoriseras av sina syntetiska rytmer och komplexa lager av melodier som skapas i snabba tempo riff. Genren är en variant av musikgenren trance med en ofta hårdare basgång och diverse psykedeliska ljud och melodier av komplex karaktär. Genren ligger i den yttre "underground"delen av trancespektrumet. Genren kan variera i både tempo, stil och känsla. Genren ligger också mycket nära goatrance (Psytrance från början av 1990-talet kännetecknar denna musikgenre (MFG, Astral Projection, Shakta)). Denna typ av musik spelas på så kallade "ravefester".
Det finns olika subkategorier inom Psytrance, exempelvis Full-On Psytrance som karaktäriseras av ett hyfsat högt tempo och färgstarka melodier (t.ex. Astrix, Faders). Progressive Psytrance håller ett lite lägre tempo och känns igen genom ett mer monotont ljud där basen och diverse småljud samt själva tempot utmärker låten (t.ex. Ritmo, E-Clip). 

## Relaterade genrer
Psykedelisk trance är väldigt nära relaterad till Goa trance där skillnaden kan vara väldigt liten, men paralleller kan också dras från psykedelisk trance till vanlig Trance, Eurodance, Dream Trance, Hard Trance, Acid Trance samt Techno. Den psykedeliska trancen har också ett flertal subgenrer såsom Ambient psy eller Psybient, Minimal/progressive, Full-on, Dark, Psycore, Hitech, Forest, Twight, Psy-break, Suomi

## Kännetecken
Den främsta kännetecknet i psykedelisk trance är den stadiga kicken och rullande basgången och inslag av psykedeliska ljud och effekter, till skillnad från Goa trance är den psykedeliska trancen mer fokuserad på rytmer och "gung" medan Goa trance är mer fokuserad på sina melodier. Den typiska instrumenteringen består av trummaskiner, sequencers, samplers, elgitarrer, synthesizers och keyboards.

## Historik

### Ursprung
Grunden för den psykedeliska trancen lades i regionen Goa, Indien under mitten av 1960-talet, där många hippies hade sin tillflyktsort bland annat på grund av dess fina stränder, låga levnadsomkostnader, den vänliga lokalbefolkningen, de fria religiösa och spirituella indiska traditionerna och det relativt lättillgängliga haschet som under 1970-talet var lagligt i Indien. Under 1970-talet spelade de Dj:s som fanns i regionen mycket psykedelisk rock såsom Pink Floyd, The Doors och Grateful Dead, men under slutet av 70-talet började man även blanda in elektronisk dansmusik från artister som Kraftwerk och liknande. Det var dock inte förrän 1983 som stilen började övergången till sin nuvarande elektroniska musikstil, då ett antal Dj:s började ta åt sig av den våg av elektronisk musik som strömmade ut från Europa.
Dessa låtar började allt eftersom att mixas om, där man då tog bort sången och loopade beats och melodier och manipulerade dessa på diverse sätt innan man sedan släppte dem under genrenamnet Goa Trance. Stilen fortsatte sedan att utvecklas under 1990-talet, och många menar att skillnaden mellan Goa Trance och Psykedelisk trance fortfarande är minimal, om inte snarare en fråga om smak. År 1996 ansåg man att stilen hade utvecklats så pass mycket att genren Goa Trance inte längre passade som beskrivning och man gav då istället genren benämningen psykedelisk trance.

## Artister/Grupper
- 1200 Mics
- Alien Boy
- Ananda Shake
- Astrix
- Bizzare Contact
- Dark soho
- DJ Clemente
- Electric Universe
- Eskimo
- G.M.S.
- Hallucinogen
- Hellquist[5]
- Human blue
- Hux Flux
- Hypnotic Ant
- Ibojima
- Indica
- Infected Mushroom
- Ital
- MFG (Message from God)
- Nym
- Oforia
- Orion
- Parasense
- Perplex
- Psysex
- Psykovsky
- PsyON
- Psywalker
- Section 4
- Shift
- Shpongle
- Sirius Isness
- Skazi
- Solid Snake (Tribal Vision)
- Space tribe
- Sub6
- Talamasca
- Temporary Unknown
- Ultravoice
- Vaishiyas
- Whirloop
- Vibrasphere